# Grupo Tata
El Grupo Tata es un conglomerado industrial indio fundado por Jamsetji Tata en 1868. En India, Tata es uno de los grupos económicos más respetados y antiguos del mundo. Su presencia se extiende a África, América, Asia y Europa.
El Grupo Tata está compuesto por 98 empresas que operan en siete sectores: 
- Comunicaciones y sistemas de información
- Ingeniería
- Materiales
- Servicios
- Energía
- Bienes de consumo
- Químicos.

El grupo factura unos 62 500 millones de dólares al año, equivalentes al 5 % del producto interno bruto (PIB) de la India.
Entre sus empresas se cuentan: 
- TCS (Tata Consultancy Services), la mayor empresa de software y servicios de Asia
- Tata Tea, la mayor productora de té del mundo
- Tata Steel, el segundo mayor productor de acero de la India
- Tata Motors (antiguamente Tata Engineering and Locomotives Company Ltd (TELCO)), vehículos comerciales (el más grande en la India) y automóviles.
- Indian Hotels, división de hotelería y turismo del grupo.
- Air India, aerolínea bandera de la India[2]

## Internacionalización
Grupo Tata en su intención de convertirse en una empresa global ha realizado compras de empresas en el extranjero.